# Red por radio
La red por radio es aquella red inalámbrica que emplea la radiofrecuencia como medio de transmisión de las diversas estaciones de la red.
Es un tipo de red usada en distintas empresas dedicadas al soporte de redes en situaciones difíciles para el establecimiento de cableado, como es el caso de edificios antiguos no pensados para la ubicación de los diversos equipos componentes de una red de computadoras.
Los dispositivos inalámbricos que permiten la constitución de estas redes utilizan diversos protocolos como el Wi-Fi: el estándar IEEE 802.11. El cual es para las redes inalámbricas, lo que Ethernet para las redes de área local (LAN) cableadas. Además del protocolo 802.11 del IEEE existen otros estándares como el HomeRF, Bluetooth y ZigBee.